# ملعب يانغاكدو
ملعب يانغاكدو هو ملعب متعدد الاستخدام يقع في بيونيانغ عاصمة كوريا الشمالية . غالبا ما يتم استخدامه لمباريات كرة القدم . يسع الملعب لجلوس 30 ألف متفرج . يعتبر الملعب الرسمي الذي يخوض فيه نادي جيش العاصمة مبارياته . تم افتتاحه في سنة 1989 .